# قومدیکول (شهرستان بورابای)
قومدیکول (انگلیسی: Kumdykol) یک دریاچه در استان آق‌مولای کشور قزاقستان است.